# Xhauga
Xhauga est une ville du Botswana.